# Regió de Gash-Barka
Gash-Barka és una regió (zoba) d'Eritrea, en la part sud-oest del país. La seva capital és la ciutat de Barentu.

## Departaments
Aquesta regió posseeix una subdivisió interna composta pels següents districtes:
- Agordat
- Barentu
- Dghe
- Forto
- Gogne
- Haykota
- Logo Anseba
- Mensura
- Mogolo
- Molki
- Omhajer (Guluj)
- Shambuko
- Tesseney
- Upper Gash

## Territori i població
La regió de Gash-Barka té una superfície de 33200 km². Dins de la mateixa hi habita una població de 1,103,742 persones (xifres del cens de l'any 2006).